# 徳本

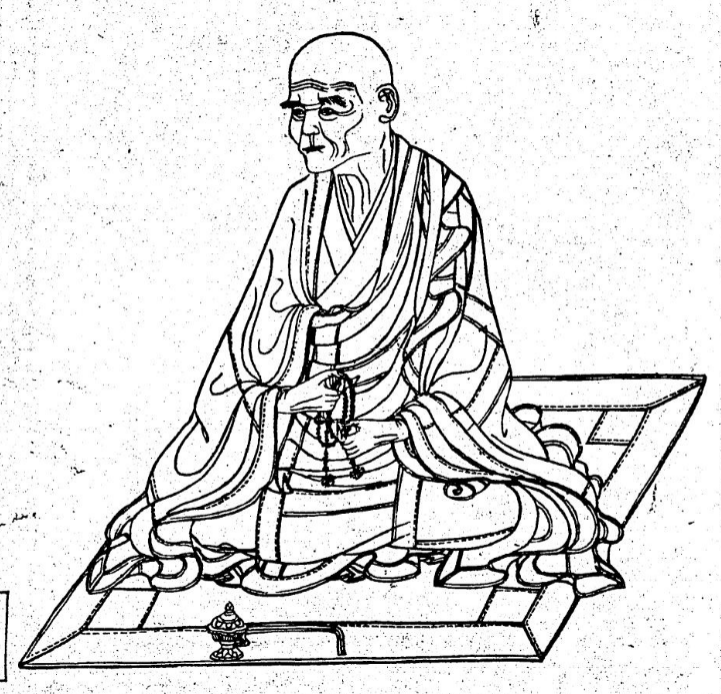
『徳本上人言葉の末』より、徳本

徳本（とくほん）は、江戸時代後期の浄土宗の僧・念仏聖。俗姓は田伏氏。号は名蓮社号誉。紀伊国日高郡の出身。徳本上人、徳本行者とも呼ばれる。念仏行者として全国を巡錫し、「流行神」と称されるほど熱狂的な支持を集めた。

## 略歴
宝暦8年（1758年）6月22日、紀伊国日高郡（現在の和歌山県日高町志賀）に生まれる。生家の田伏氏は、畠山政長（1442年 - 1493年）の次男・畠山久俊の子孫と伝わる。父母には男児がなく、神仏に願うと、母親は蓮華の花を飲む夢を見てしばらく後に懐妊、男児が生まれたという。わずか2歳の年、姉に抱かれながら月に向かって「南無仏」と唱えたとか、4歳のころ、仲のよかった隣家の子どもの急死に無常を感じ、常に念仏を唱えるようになったとか、伝承されている。
16歳から修業を始め、天明4年（1784年）、27歳のとき往生にて得度し、徳本と称する。草庵に住み、1日1合の豆粉や麦粉を口にするだけで、ひたすら念仏を唱え続けた。また、水行をしたり、藤の蔓につかまって崖をよじ登るなど、他に例のない過酷な修行をしたことも伝えられており、行場跡も多く残っている。大戒を受戒しようと善導に願い梵網戒経を得、修道の徳により独学で念仏の奥義を悟ったといわれている。
寛政6年（1794年）、次第に世に知られるようになったころ、全国行脚を開始。巡礼において道歌や俗歌を交えて教えを説いたため、民衆から大きな支持を得た。また徳本の念仏は、木魚と鉦を激しくたたくという独特な念仏で徳本念仏と呼ばれる。
享和3年（1803年）、京都法然院でそれまで切ることのなかった髪を切り、剃髪。その後、江戸に出、さらに各地に巡錫して熱狂的に迎えられ、「流行神」と称されるほどの人気となった。生き仏を拝むがごとく、一般大衆から大名まで広く崇敬を受けた。
巡錫は近畿、東海、関東、中部、北陸など、驚くほど広い範囲におよび、上人の足跡を物語る石碑（名号塔・念仏碑・念仏塔）は、全国各地に1500基以上確認されている。徳本上人は独特な字で「南無阿弥陀仏　徳本」と書き、信者たちに分け与えた。それを石に刻んだのが名号塔である。

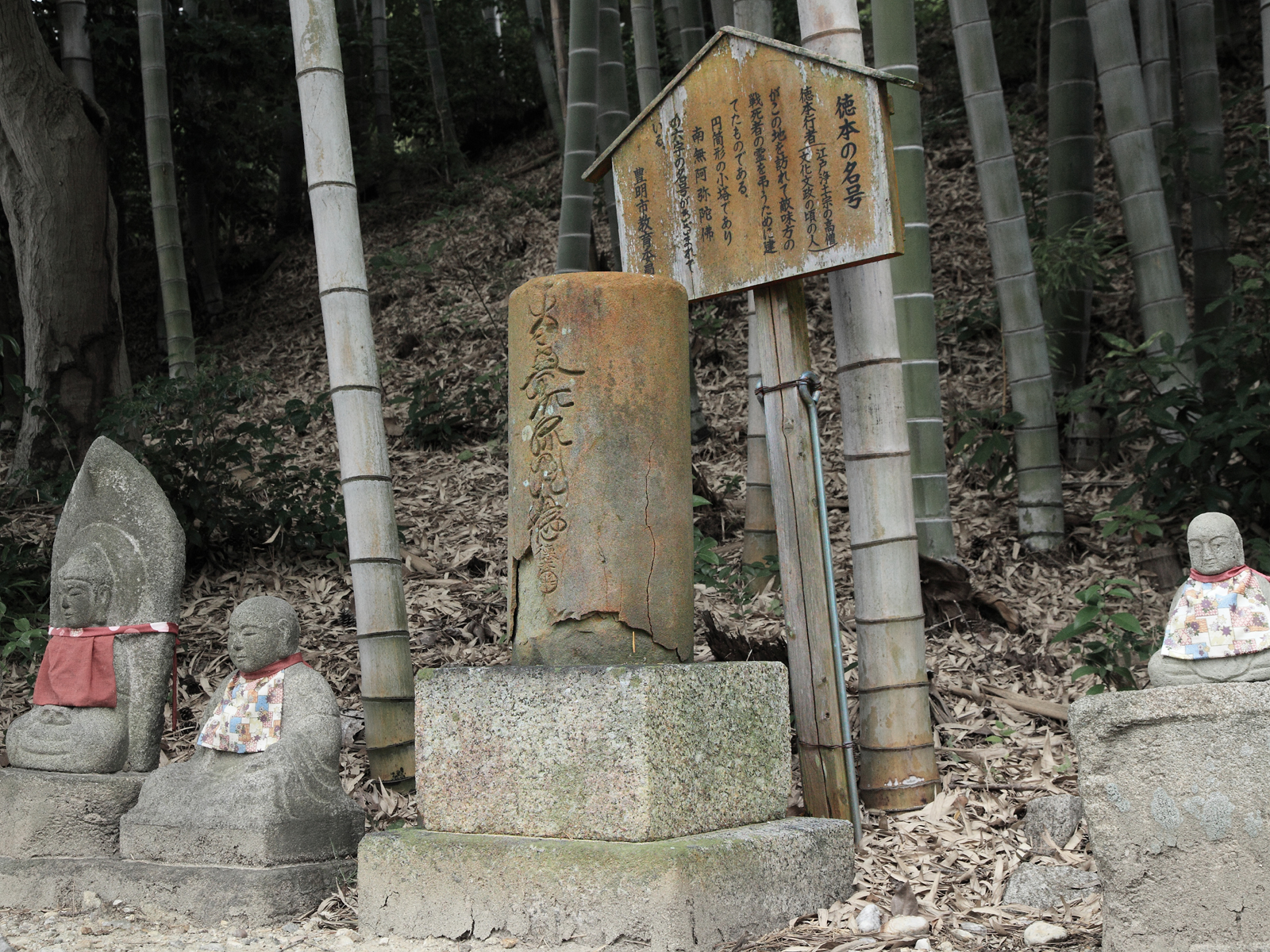
豊明市の名号塔
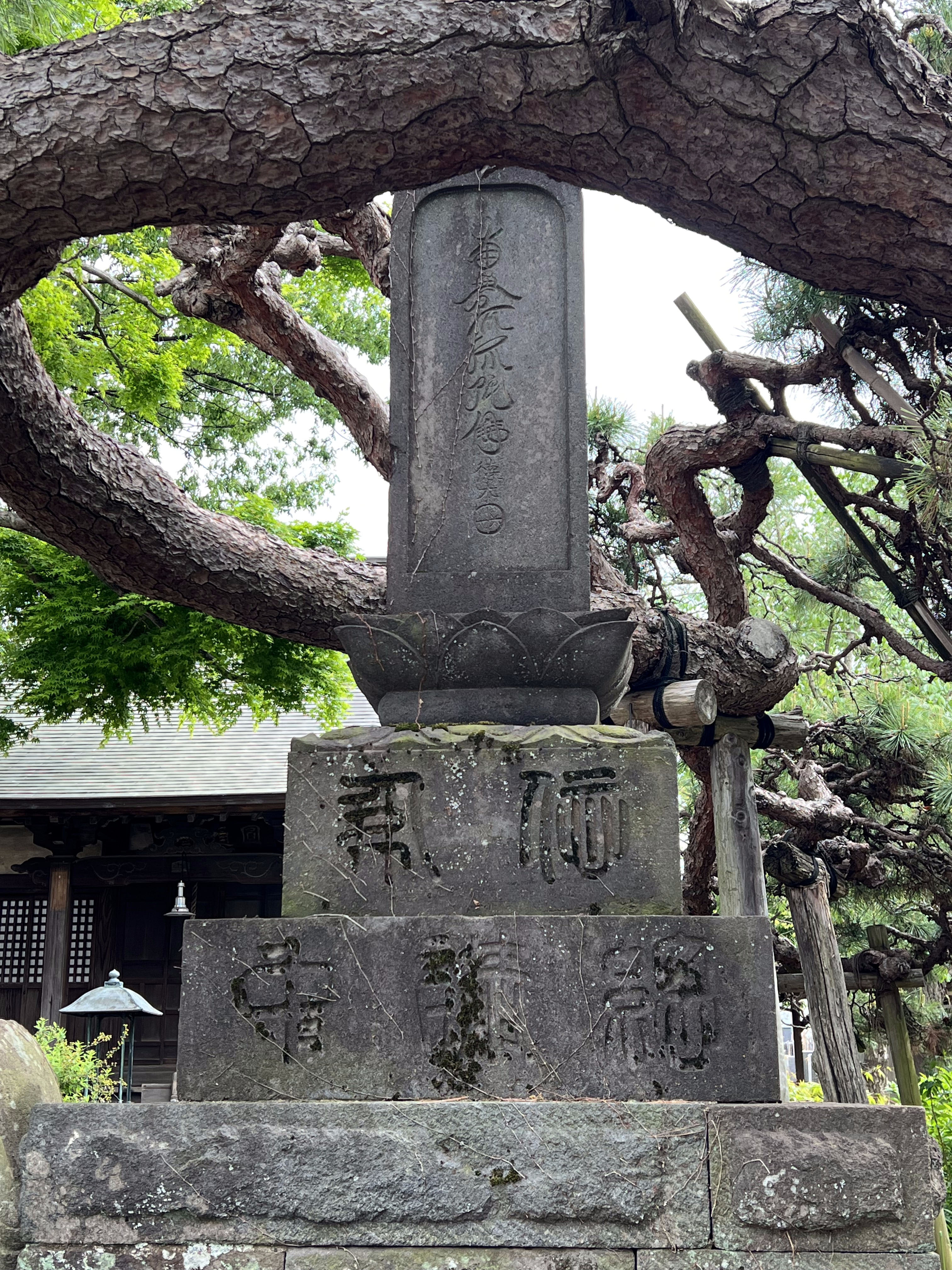
長泉寺（東京都）の石塔

文化11年（1814年）、江戸増上寺典海の要請により江戸小石川伝通院の一行院に住した。一行院では庶民に十念を授けるなど教化につとめたが、特に大奥女中で帰依する者が多かったという。
文政元年（1818年）10月6日、一行院にて没する。享年60。墓所も一行院である。

## 足跡
- 誕生院 (和歌山県日高町) - 徳本の誕生地にある寺院。開山者として徳本上人を祀る。嘉永4年（1851年）、紀州藩主・徳川治宝の命を受け、本堂が建立された。後に誕生院と称するようになった[2]徳本上人木造坐像など、ゆかりの品を多数所蔵。その生涯を伝える絵解きも行っている[1]。
- 徳本上人誕生地遺跡 - 誕生院の石段下にある石碑。和歌山県の史跡指定。

## 徳本と信濃
全国に残る徳本上人の名号塔であるが、それが最も多く建立されたのは実は信濃である。和歌山県法善寺の岡本浄師編の「徳本行者名号碑一覧表」によれば、1位は長野県の429基で、2位の和歌山県（121基）を大きく引き離している。長野県内の内訳は、長野市94基、松本市73基、塩尻市45基の順であるが、まだ未調査の碑もあると思われ、実際はこれより多い。
徳本上人が信濃を巡錫したのは、文化13年（1816年）4月1日から8月にかけてである。善光寺の脇にある寛慶寺では、13泊と異例の長期逗留。徳本は「南無阿弥陀仏」と印刷した名号札を配布したが、長野市の西方寺では1万6000枚、寛慶寺では2万枚以上を配布した。寛慶寺#徳本上人と寛慶寺も参照。
長野市真島字梵天前沖には徳本に由来する「南無阿弥陀仏」と刻まれた石碑が建てられ、その石碑がある場所は「徳本さん」が訛って「トッコンサン」と呼ばれるようになった。

## 徳本と小林一茶
小林一茶は現在の信濃町に生まれ、俳人として頭角を現したが、徳本のことを幾度も日記に記し、いくつも句に詠んでいる。敬慕の対象であった。
徳本が江戸に入ったのは享和3年（1803年）11月であったが、翌年の文化元年（1804年）3月5日、小林一茶は霊山寺にて徳本の教化を受けている。その記述は句日記『文化句帖』にある。そこで詠んだ句は、
- 「聖人に見放されたる桜哉」 - 植物である桜も徳本上人を慕い、名残を悲しんでいる。
- 「雀子も梅に口開く念仏哉」 - 雀の子も梅に対して念仏を唱えている。

というものであった。その後、文化13年（1816年）に徳本は信濃に入る。『七番日記』には4月22日に西方寺で徳本より十念を受けたことが記載されている。しかし、『浅黄空』には寛慶寺で十念を受けたと書かれており、このどちらかの間違いなのか、両方なのかはよく分からない。
その後も一茶は徳本の動向を気にし、『七番日記』の6月の部では徳本上人の句を4つ、8月の部では2句詠んでいる。
次に一茶が徳本を詠んだのは、1年後の文化14年（1814年）7月である。
- 「徳本の念仏ともなれ石の露」
- 「徳本の腹をこやせよ蕎麦（の）花」

と、ついに句に徳本の名前が登場する。さらに翌8月の部の冒頭も、徳本の句から始まっている。
その5年後の文政4年（1821年）、再び一茶は徳本を詠むが、その時すでに徳本は亡くなっていた。『八番日記』に句が4つある。最後の句は
- 「寒き日やにせ徳本の念仏石」

である。徳本上人の弟子たちは「徳□」と名乗り、上人に倣って「南無阿弥陀仏　徳□」と名号碑を残した。しかし、一茶にはこうした「似せ徳本」は「偽徳本」であったのだろう。

## その他
- 文化13年（1816年）、上州遊行の際、その途中、武州児玉郡本庄宿の円心寺（小笠原信之が建立）に入り、3月23日に念仏百唱会を行い、1,400人の信者が参集した。
- 文化13年（1816年）6月22日から7月1日まで信州松本に滞在し、生安寺を中心に化益を執り行い、受けた人は28,000人を超えた。
- 11代将軍・徳川家斉の実父・一橋治済の帰依が篤かったとされる。